# Relleu d'Espanya
El relleu d'Espanya és el conjunt d'accidents geogràfics d'Espanya. Està caracteritzat per una gran varietat de paisatges fruit de la presència del mar envoltant la península, les cadenes muntanyoses i les planes que formen la regió.

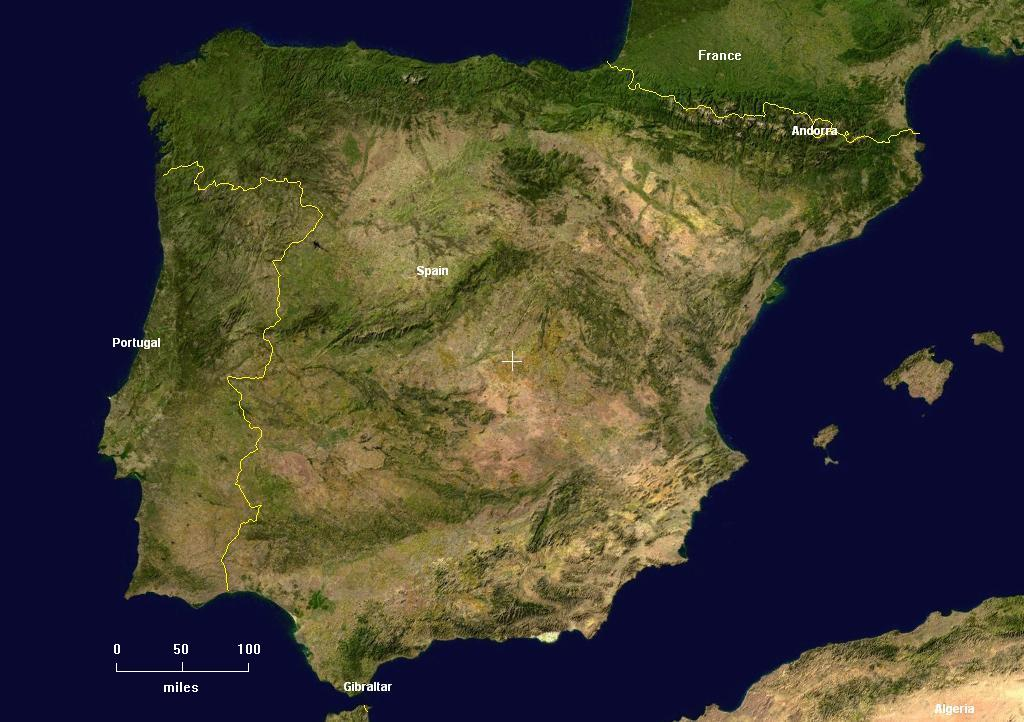
La península Ibèrica

El territori d'Espanya es distribueix entre la península Ibèrica (representa el 97,5% del territori nacional), els arxipèlags balear i canari, les ciutats de Ceuta i Melilla al nord d'Àfrica. A més, inclou altres possessions menors no continentals com ara les Illes Chafarinas, Vélez de la Gomera i el penyal d'Alhucemas, així com l'illa d'Alborán, les illes Columbretes, i una sèrie d'illes i illots a prop de les costes peninsulars.
La zona peninsular presenta uns trets típicament mediterranis, malgrat la diversitat existent. Amb una altitud mitjana elevada de 600 metres s.n.m. (solament superada a Europa per Suïssa), una configuració muntanyosa perifèrica, costes rectilínies i planures litorals poc amples, ajuden a accentuar la diversitat.
Les principals litologies estan directament relacionades amb les etapes de formació del relleu. Durant l'orogènesi varisca es configurà el sòcol paleozoic de predomini silíci, el Mesozoic és un període erosiu i sedimentari en què es constitueixen els materials calcaris que es plegaran durant el Terciari amb l'orogènia alpina configurant-se els materials argilosos que ocupen les depressions i les planes litorals. Les Illes Balears són predominantment una prolongació dels Sistemes Bètics i les Canàries tenen origen volcànic.

## Relleu Peninsular
El relleu de la península Ibèrica s'articula al voltant d'una gran unitat central, l'Altiplà (Meseta en castellà), d'elevada altitud mitjana (650 m), al voltant de la qual s'articulen una sèrie de serralades. A les perifèries peninsulars es detecten altres unitats del relleu com les depressions de l'Ebre i del Guadalquivir i les serralades exteriors.

### La Meseta
Article principal: «Meseta»
La Meseta és la unitat morfològica fonamental del relleu espanyol, tant per la seva posició central com per l'extensió que ocupa (el 45% del territori peninsular).
L'altiplà està quasi totalment envoltada de sistemes muntanyosos:
- Serralada Cantàbrica al nord
- Serralada Ibèrica des de la serralada Cantàbrica al sud-est
- Sierra Morena al sud

Al límit septentrional de la Meseta:
- massís Galaic
- serralada Cantàbrica, la qual culmina als Pics d'Europa (2648 m).

La serralada Ibèrica, que tanca la Meseta en direcció NW-SE separant-la de la depressió de l'Ebre, forma successivament les serres:
- Demanda
- Cebollera
- Picos de Urbión
- Moncayo (2313 m)

Al SE s'estén la depressió de Terol, que divideix la serralada en una cadena occidental:
- serra d'Albarracín
- muntanyes de Conca

I una oriental:
- serralada del Maestrat (2024 m)

El sector meridional de la Meseta està limitat per Sierra Morena:
- serra madrona (1323 m)
- Despeñaperros

L'altiplà està dividida pel Sistema Central, el qual s'estén des de la serralada Ibèrica fins a Portugal.
Comprèn d'est a oest
- serralades d'Ayllón
- Somosierra
- Guadarrama
- Gredos (2592 m)

Més al nord
- serralades de Béjar
- Penya de França
- Gata

Al sud del Sistema Central
- Montes de Toledo que culminen a la serra de Guadalupe (1603 m).

### Est
Els Pirineus, en l'istme que uneix la península Ibèrica amb el continent, presenten els cims més destacats:
- Aneto (3404,0 m)
- Pocets (3375,0 m)
- Pica d'Estats (3143,0 m)

Als Prepirineus:
- Cotiella (2912,0 m)
- Cadí (2649,0 m)

### Sud
Al S les alineacions bètiques es divideixen en dos grans conjunts:
- les serralades Penibètica i Subbètiques

Serralada Penibètica:
- Serranía de Ronda
- Sierra Nevada, amb la màxima altitud de la península, el Mulhacén (3478 m)

Serralades Subbètiques:
- serres de Grazalema
- serres de Cazorla
- serres de Segura (1967 m)

## Relleu insular
Per una banda tenim l'arxipèlag balear i per una altra l'arxipèlag canari.

### Relleu de lesIlles Balears
El relleu de les illes de l'arxipèlag és variat.

#### Mallorca
- Serra de Tramuntana al N; aquí es troben els cims més alts de totes les illes que són: el Puig Major (1445 m), el Puig de Massanella (1348 m), el Puig Tomir (1103 m), el Puig dels Tossals Verds (1047 m) el Puig de l'Ofre i el Puig des Teix.
- serres de llevant al SE amb el pic de Sa Talaia (561 m)

#### Menorca
És una illa quasi plana, amb turons de menys de 300 m. Només El Toro arriba a 358 m.

#### Eivissa
Té un relleu de formes suaus. Les màximes altituds són: Sa Talaiassa (475 m), el Puig Gros (415 m) i el puig d'Es Fornàs (410 m).

### Relleu de lesIlles Canàries
L'arxipèlag és emplaçat en una regió volcànica caracteritzada per la seva inestabilitat.
El relleu, muntanyós, assoleix grans altituds.	Les muntanyes més importants són el Teide (3718 m.), el Roque de los Muchachos (2426 m.), Pico de las Nieves (1949 m.), Malpaso (1500 m.), Jandía (807 m.) i Peñas del Chache (670 m.). El Teide està situat a l'illa Santa Cruz de Tenerife, l'illa més gran, el Roque de los Muchachos està situat a la Palma, l'illa del nord-oest, el Pico de las Nieves està situat a Las Palmas de Gran Canaria, l'illa del centre, el Malpaso està situat a l'illa del sud-oest (el Hierro), El Jandía està situat a l'illa de Lanzarote (a l'est) i per acabar Peñas del Chache, que està situat a l'illa del nord-oest (Fuentevedra).
ACCIDENTS COSTANERS:
Hi ha els següents accidents costaners : La Pta. de Fuentecaliente, la Pta. de Restinga, la Pta. de Teno, la Pta. de Rasca, la Pta. de Anaga.

#### Tenerife
- El Teide (3718 m), és la muntanya més alta d'Espanya

#### La Palma
- Roque de los Muchachos (2426 m)

## Muntanyes
- El Teide (3718 m), és la muntanya més alta d'Espanya
- La segona muntanya més alta d'Espanya és el Mulhacén, a la província de Granada i la primera de la península Ibèrica.